# Canottaggio ai Giochi della XXIX Olimpiade - 4 senza maschile

## Batterie
Hanno partecipato alle batterie di qualificazione 13 equipaggi, suddivisi in 3 batterie: i primi tre di ogni batteria sono passati direttamente alle semifinali, mentre gli altri hanno effettuato i ripescaggi.
Sabato 9 agosto 2008, ore: 17:30-18:00
| Posizione | Atleta      | Paese                                                                    | Tempo   | Note |
| --------- | ----------- | ------------------------------------------------------------------------ | ------- | ---- |
| 1         | Regno Unito | Tom James, Steve Williams, Peter Reed e Andrew Triggs Hodge              | 6:00.59 | SF   |
| 2         | Italia      | Carlo Mornati, Alessio Sartori, Niccolo Mornati e Lorenzo Carboncini     | 6:02.84 | SF   |
| 3         | Stati Uniti | David Banks, Paul Teti, Giuseppe Lanzone e Brett Newlin                  | 6:03.96 | SF   |
| 4         | Cina        | Zhang Xingbo, Zhao Linquan, Guo Kang e Song Kai                          | 6:09.64 | R    |
| 5         | Bielorussia | Andrei Dzemyanenka, Vadzim Lialin, Yauheni Nosau e Aliaksandr Kazubouski | 6:12.63 | R    |

| Posizione | Atleta        | Paese                                                                 | Tempo   | Note |
| --------- | ------------- | --------------------------------------------------------------------- | ------- | ---- |
| 1         | Paesi Bassi   | Geert Cirkel, Matthijs Vellenga, Jan-Willem Gabriels e Gijs Vermeulen | 6:00.50 | SF   |
| 2         | Nuova Zelanda | Carl Meyer, James Dallinger, Eric Murray e Hamish Bond                | 6:00.73 | SF   |
| 3         | Slovenia      | Tomaž Pirih, Rok Rozman, Rok Kolander e Miha Pirih                    | 6:03.78 | SF   |
| 4         | Rep. Ceca     | Jan Gruber, Michal Horvath, Milan Bruncvik e Karel Neffe              | 6:10.36 | R    |

| Posizione | Atleta    | Paese                                                                 | Tempo   |    |
| --------- | --------- | --------------------------------------------------------------------- | ------- | -- |
| 1         | Australia | Matt Ryan, James Marburg, Cameron McKenzie e Francis Hegerty          | 6:00.40 | SF |
| 2         | Germania  | Gregor Hauffe, Toni Seifert, Urs Kaeufer e Filip Adamski              | 6:00.95 | SF |
| 3         | Irlanda   | Cormac Folan, Sean Casey, Jonno Devlin e Sean O'Neill                 | 6:02.85 | SF |
| 4         | Francia   | Julien Desprès, Benjamin Rondeau, Germain Chardin e Dorian Mortelette | 6:05.00 | R  |

## Ripescaggi
I primi 3 equipaggi si sono qualificati per le semifinali.
Lunedì  11 agosto 2008, ore: 17:30-17:40
| Posizione | Atleta      | Paese                                                                    | Tempo   | Note |
| --------- | ----------- | ------------------------------------------------------------------------ | ------- | ---- |
| 1         | Rep. Ceca   | Jan Gruber, Michal Horvath, Milan Bruncvik e Karel Neffe                 | 5:58.69 | SF   |
| 2         | Francia     | Julien Desprès, Benjamin Rondeau, Germain Chardin e Dorian Mortelette    | 6:00.01 | SF   |
| 3         | Bielorussia | Andrei Dzemyanenka, Vadzim Lialin, Yauheni Nosau e Aliaksandr Kazubouski | 6:00.44 | SF   |
| 4         | Cina        | Zhang Xingbo, Zhao Linquan, Guo Kang e Song Kai                          | 6:02.37 |      |

## Semifinali
I primi tre equipaggi delle semifinali si sono qualificati per la finale A, gli altri hanno invece disputato la finale B.
Mercoledì  13 agosto 2008, ore: 16:50-17:10
| Posizione | Atleta        | Paese                                                                 | Tempo   | Note |
| --------- | ------------- | --------------------------------------------------------------------- | ------- | ---- |
| 1         | Regno Unito   | Tom James, Steve Williams, Peter Reed e Andrew Triggs Hodge           | 5:54.77 | FA   |
| 2         | Australia     | Matt Ryan, James Marburg, Cameron McKenzie e Francis Hegerty          | 5:56.20 | FA   |
| 3         | Francia       | Julien Desprès, Benjamin Rondeau, Germain Chardin e Dorian Mortelette | 5:56.73 | FA   |
| 4         | Nuova Zelanda | Carl Meyer, James Dallinger, Eric Murray e Hamish Bond                | 5:57.31 | FB   |
| 5         | Stati Uniti   | David Banks, Paul Teti, Giuseppe Lanzone e Brett Newlin               | 5:57.52 | FB   |
| 6         | Irlanda       | Cormac Folan, Sean Casey, Jonno Devlin e Sean O'Neill                 | 5:58.14 | FB   |

| Posizione | Atleta      | Paese                                                                    | Tempo   |    |
| --------- | ----------- | ------------------------------------------------------------------------ | ------- | -- |
| 1         | Slovenia    | Tomaž Pirih, Rok Rozman, Rok Kolander e Miha Pirih                       | 5:56.08 | FA |
| 2         | Rep. Ceca   | Jan Gruber, Michal Horvath, Milan Bruncvik e Karel Neffe                 | 5:58.02 | FA |
| 3         | Germania    | Gregor Hauffe, Toni Seifert, Urs Kaeufer e Filip Adamski                 | 5:58.72 | FA |
| 4         | Paesi Bassi | Geert Cirkel, Matthijs Vellenga, Jan-Willem Gabriels e Gijs Vermeulen    | 6:02.46 | FB |
| 5         | Bielorussia | Andrei Dzemyanenka, Vadzim Lialin, Yauheni Nosau e Aliaksandr Kazubouski | 6:02.79 | FB |
| 6         | Italia      | Carlo Mornati, Alessio Sartori, Niccolo Mornati e Lorenzo Carboncini     | 6:05.21 | FB |

## Finali

### Finale B
Venerdì  15 agosto 2008, ore: 17:50-18:00
| Posizione | Atleta        | Paese                                                                    | Tempo   |
| --------- | ------------- | ------------------------------------------------------------------------ | ------- |
| 1         | Nuova Zelanda | Carl Meyer, James Dallinger, Eric Murray e Hamish Bond                   | 6:06.30 |
| 2         | Paesi Bassi   | Geert Cirkel, Matthijs Vellenga, Jan-Willem Gabriels e Gijs Vermeulen    | 6:06.37 |
| 3         | Stati Uniti   | David Banks, Paul Teti, Giuseppe Lanzone e Brett Newlin                  | 6:07.17 |
| 4         | Irlanda       | Cormac Folan, Sean Casey, Jonno Devlin e Sean O'Neill                    | 6:07.97 |
| 5         | Italia        | Carlo Mornati, Alessio Sartori, Niccolo Mornati e Lorenzo Carboncini     | 6:08.77 |
| 6         | Bielorussia   | Andrei Dzemyanenka, Vadzim Lialin, Yauheni Nosau e Aliaksandr Kazubouski | 6:12.54 |

### Finale A
Sabato 16 agosto 2008, ore: 17:30-17:40
| Posizione | Atleta      | Paese                                                                 | Tempo   |
| --------- | ----------- | --------------------------------------------------------------------- | ------- |
|           | Regno Unito | Tom James, Steve Williams, Peter Reed e Andrew Triggs Hodge           | 6:06.57 |
|           | Australia   | Matt Ryan, James Marburg, Cameron McKenzie e Francis Hegerty          | 6:07.85 |
|           | Francia     | Julien Desprès, Benjamin Rondeau, Germain Chardin e Dorian Mortelette | 6:09.31 |
| 4         | Slovenia    | Tomaž Pirih, Rok Rozman, Rok Kolander e Miha Pirih                    | 6:11.62 |
| 5         | Rep. Ceca   | Jan Gruber, Michal Horvath, Milan Bruncvik e Karel Neffe              | 6:16.56 |
| 6         | Germania    | Gregor Hauffe, Toni Seifert, Urs Kaeufer e Filip Adamski              | 6:19.63 |